# Doelpunt!
Doelpunt! (De officiële voetbal pizza) is een single van André van Duin.
Van Duin gaf de single uit naar aanleiding van het naderend Wereldkampioenschap voetbal 1994. Hij haalde zijn lied van een jaar eerder Pizza lied (Effe wachte...) uit de kast. In plaats van pizza (effe wachte...) werd het nu "doelpunt! (effe wachte)". Schrijvers waren opnieuw Van Duin en Jan Rietman, opnamen vonden plaats in de geluidsstudio van Rietman. Aan het slot volgt nog een kleine medley aan Nederlandse liederen, waaronder het Het Wilhelmus en Advocaatje leeft je nog. Dat laatste was een verwijzing naar voetbaltrainer Dick Advocaat, de trainer. Het Nederlands elftal haalde de kwartfinales, maar werd toen uitgeschakeld door Brazilië.
De “B-kant” werd gevormd door Nederland, die heeft de bal, geschreven voor het Europees kampioenschap voetbal 1980.

## Hitnotering
De Belgische BRT Top 30 en Vlaamse Ultratop 50 werden niet bereikt.

### Nederlandse Top 40
| Positie: | 29 | 20 | 17 | 15 | 15 | 21 | 25 | 39 | uit |

### NederlandseNationale Hitparade Top 50
| Positie: | 37 | 16 | 7 | 6 | 11 | 21 | 26 | 35 | 42 | uit |